# Luis Colombo
Luis Colombo (Rosario, 8 de julio de 1872 - La Falda, 26 de septiembre de 1950) fue un empresario argentino, que presidió durante muchos años la Unión Industrial Argentina y tuvo una activa participación en la política de la llamada Década Infame.

## Biografía
Hijo de Antonio Colombo y Rosa D’Aque, realizó sus estudios secundarios en Italia. Se hizo cargo de una bodega en su ciudad natal y presidió una empresa de seguros; a los 20 años fue elegido miembro del municipio. Entre 1912 y 1913 fue presidente de la Bolsa de Comercio de Rosario y poco después intentó la construcción de un ferrocarril entre Rosario y Mendoza, que quedó paralizado por la Primera Guerra Mundial.
En julio de 1926 fue elegido presidente de la Unión Industrial Argentina. Durante los largos años en que presidió esa entidad fue presidente de dos compañías de seguros, y dos bodegas de vinos. Su acción estuvo destinada a apoyar un modelo industrial subordinado al modelo agroexportador, y en 1929 favoreció el comercio con Gran Bretaña, a la que llamó nuestra más grande y noble amiga, mientras se firmaban tratados que reducían los impuestos a bienes industriales importados. No obstante, propugnó un moderado proteccionismo.
Apoyó el golpe de Estado de 1930 que derribó al gobierno de Hipólito Yrigoyen, y entró en la Casa Rosada antes que el general golpista, José Félix Uriburu, redactando la renuncia del vicepresidente Enrique Martínez. Ocupó cargos en varias comisiones durante la dictadura de Uriburu, y apoyó las posturas nacionalistas que impulsaban algunos sectores del gobierno de facto, aunque éstos serían desplazados por los liberales. Fue elegido diputado nacional para el período 1932-1936, y fue uno de los impulsores de la designación de Federico Pinedo como Ministro de Hacienda, así como inspirador de varias medidas de su plan económico. Se opuso firmemente, en cambio, a la firma del Pacto Roca-Runciman, aunque defendió la relación estrecha con Gran Bretaña en el gran mitin organizado en el Luna Park para oponerse.
La evolución de la UIA durante la década del 30 estuvo signada por un proceso típico de los industriales argentinos, ya que muchos de ellos se convirtieron en estancieros y defendieron la estructura agroexportadora en lugar de propugnar el crecimiento de una industria autónoma. Si bien no fue el caso de Colombo, las posturas que defendía como presidente de la entidad estaban signadas por esa dualidad. Además, las políticas económicas de la época –en particular la de Pinedo– ligaban particularmente el progreso de las industrias a los beneficios particulares que obtuvieran de parte del gobierno; con lo cual la actividad de la UIA se identificó como una forma de lobby empresarial permanente. En suma, la principal iniciativa de la UIA como política industrial en general estuvo limitada a la regulación de la producción, para que los precios de los productos no cayeran por debajo de los niveles de mínima rentabilidad.

Folleto satírico “El Huevo de Colombo" publicado entre las décadas de 1930 y 1940.

Impulsó el censo industrial de 1935, que demostró que se estaba desarrollando un modelo industrial por sustitución de importaciones, formó parte de distintas negociaciones paritarias con sindicatos industriales, presidió la Exposición Industrial Argentina de 1934 y las representaciones de su país en las exposiciones de Nueva York y San Francisco en 1939. Tuvo participación en la reorganización financiera de los ferrocarriles ingleses y en la dirección de la Flota Mercante del Estado. Apoyó la elección y la gestión presidencial de Roberto M. Ortiz y se opuso a la presidencia de Ramón S. Castillo; organizó una protesta masiva con la consigna ”basta de impuestos”.
No se opuso a la revolución del 43 e incluso apoyó en un principio a la nueva dictadura, ya que tenía especialmente vínculos con los generales Manuel Savio y Enrique Mosconi, impulsores de la siderurgia y el petróleo en la Argentina. Pero se enfrentó con la política social y laboral del coronel Juan Domingo Perón, a quien acusaba de fomentar agitaciones sociales y reclamos laborales desmedidos. Bajo la dirección de Colombo, la UIA participó en las movilizaciones de 1945: en junio fue el promotor del “Manifiesto del Comercio y la Industria” contra la política de Perón y en demanda del regreso a la democracia, y en agosto apoyó la Marcha de la Constitución y la Libertad. Fue arrestado y recuperó la libertad durante la corta prisión de Perón, en el mes de octubre.
Participó activamente en la campaña en favor de la Unión Democrática; tras la victoria electoral de Perón renunció a la presidencia de la UIA en marzo de 1946.
Se retiró de toda actividad desde entonces, y falleció en La Falda, provincia de Córdoba, el 26 de septiembre de 1950.